# Classici (Oscar Mondadori) dal 201 al 300
|  | I 100 precedenti: Classici (Oscar Mondadori) dal 101 al 200 |

## Dal n. 201 al n. 300
| Numero  | Titolo                                                                                   | Autore                                |
| ------- | ---------------------------------------------------------------------------------------- | ------------------------------------- |
| 201     | Racconti fantastici                                                                      | Théophile Gautier                     |
| 202     | La mandragola - Belfagor - Lettere                                                       | Niccolò Machiavelli                   |
| 203     | Il marchese di Roccaverdina                                                              | Luigi Capuana                         |
| 204     | Ricordi                                                                                  | Francesco Guicciardini                |
| 205     |                                                                                          |                                       |
| 206     | Grandi speranze                                                                          | Charles Dickens                       |
| 207     | La vita                                                                                  | Benvenuto Cellini                     |
| 208     |                                                                                          |                                       |
| 209     | Giulio Cesare                                                                            | William Shakespeare                   |
| 210     | La trilogia di Figaro: Il barbiere di Siviglia - Le nozze di Figaro - La madre colpevole | Pierre-Augustin Caron de Beaumarchais |
| 211     | Storia di una capinera                                                                   | Giovanni Verga                        |
| 212     | Resurrezione                                                                             | Lev Tolstoj                           |
| 213     | Poesie                                                                                   | Guido Guinizzelli                     |
| 214     | Il Cortegiano                                                                            | Baldassare Castiglione                |
| 215     | La dodicesima notte                                                                      | William Shakespeare                   |
| 216     | Casa di bambola                                                                          | Henrik Ibsen                          |
| 217     | La figlia di Iorio                                                                       | Gabriele D'Annunzio                   |
| 218     | L'isola del tesoro                                                                       | Robert Louis Stevenson                |
| 219     | Dei delitti e delle pene                                                                 | Cesare Beccaria                       |
| 220     | Viaggio sentimentale                                                                     | Laurence Sterne                       |
| 221     | I Viceré                                                                                 | Federico De Roberto                   |
| 222     | Enrico IV                                                                                | William Shakespeare                   |
| 223     | Principi di scienza nuova                                                                | Giambattista Vico                     |
| 224     | Elogio della follia                                                                      | Erasmo da Rotterdam                   |
| 225     | Otello                                                                                   | William Shakespeare                   |
| 226     | Teatro: Il gabbiano - Zio Vanja - Tre sorelle - Il giardino dei ciliegi                  | Anton Čechov                          |
| 227     | Teseida                                                                                  | Giovanni Boccaccio                    |
| 228     | De vita solitaria                                                                        | Francesco Petrarca                    |
| 229     | Bartleby lo scrivano e altri racconti americani                                          | Herman Melville                       |
| 230     | Come vi piace                                                                            | William Shakespeare                   |
| 231     |                                                                                          |                                       |
| 232     | Lieder e prose                                                                           | Martin Lutero                         |
| 233     | L'avventuroso Simplicissimus                                                             | Hans J. Grimmelshausen                |
| 234     | Il dottor Faust                                                                          | Christopher Marlowe                   |
| 235     | La donna di trent'anni                                                                   | Honoré de Balzac                      |
| 236     | Lo spleen di Parigi: Piccoli poemi in prosa                                              | Charles Baudelaire                    |
| 237     | Piazza Washington                                                                        | Henry James                           |
| 238     | Il racconto d'inverno                                                                    | William Shakespeare                   |
| 239     | Tess dei D'Urbervilles                                                                   | Thomas Hardy                          |
| 240     | Cronica delle cose occorrenti ne' tempi suoi                                             | Dino Compagni                         |
| 241     | Il preludio                                                                              | William Wordsworth                    |
| 242     | Esposizioni sopra la Comedia di Dante                                                    | Giovanni Boccaccio                    |
| 243     | Le notti bianche                                                                         | Fëdor Dostoevskij                     |
| 244     | L'educazione sentimentale                                                                | Gustave Flaubert                      |
| 245     | I masnadieri                                                                             | Friedrich Schiller                    |
| 246     | Ragionamento della Nanna e della Antonia                                                 | Pietro Aretino                        |
| 247     | Pene d'amor perdute                                                                      | William Shakespeare                   |
| 248     | La vocazione teatrale di Wilhelm Meister                                                 | Johann Wolfgang Goethe                |
| 249     | Lettere                                                                                  | Giacomo Leopardi                      |
| 250     | Il ritorno a San Mauro                                                                   | Giovanni Pascoli                      |
| 251     | Forte come la morte                                                                      | Guy de Maupassant                     |
| 252     | Poesia latina medievale                                                                  | a cura di Gianna Gardenal             |
| 253     | I rusteghi - Sior Todero brontolon                                                       | Carlo Goldoni                         |
| 254     | Trilogia della villeggiatura                                                             | Carlo Goldoni                         |
| 255     | Le baruffe chiozzotte - Il ventaglio                                                     | Carlo Goldoni                         |
| 256     | Il servitore di due padroni - La vedova scaltra                                          | Carlo Goldoni                         |
| 257     | La putta onorata - La buona moglie                                                       | Carlo Goldoni                         |
| 258     | Il signore di Ballantrae                                                                 | Robert Louis Stevenson                |
| 259     | Bouvard et Pécuchet                                                                      | Gustave Flaubert                      |
| 260     | Il mulino sulla Floss                                                                    | George Eliot                          |
| 261     | I racconti di Sebastopoli                                                                | Lev Tolstoj                           |
| 262     | Demetrio Pianelli                                                                        | Emilio De Marchi                      |
| 263     | Galateo overo de' costumi                                                                | Giovanni Della Casa                   |
| 264     | I fratelli Karamazov                                                                     | Fëdor Dostoevskij                     |
| 265     | Sonetti                                                                                  | William Shakespeare                   |
| 266     | Povera gente                                                                             | Fëdor Dostoevskij                     |
| 267     | Riccardo II                                                                              | William Shakespeare                   |
| 268     | I gioielli indiscreti                                                                    | Denis Diderot                         |
| 269     | Justine, ovvero le disavventure della virtù                                              | Donatien Alphonse François de Sade    |
| 270     | Chadži-Murat                                                                             | Lev Tolstoj                           |
| 271     | L'Imperio                                                                                | Federico De Roberto                   |
| 272     | Tito Andronico                                                                           | William Shakespeare                   |
| 273     | Nei mari del Sud                                                                         | Robert Louis Stevenson                |
| 274     | Pierre e Jean                                                                            | Guy de Maupassant                     |
| 275     | Il libro della giungla - Il secondo libro della giungla                                  | Rudyard Kipling                       |
| 276     | Il Candelario                                                                            | Giordano Bruno                        |
| 277     | Kim                                                                                      | Rudyard Kipling                       |
| 278     | Liriche sacre e profane - Anatomia del mondo - Duello della morte                        | John Donne                            |
| 279-280 | Corano                                                                                   | a cura di Elena Albertini             |
| 281     | Poeti erotici del '700 italiano                                                          | a cura di Luigi Tassoni               |
| 282     | Una stagione in inferno - Illuminazioni                                                  | Arthur Rimbaud                        |
| 283     | I due gentiluomini di Verona                                                             | William Shakespeare                   |
| 284     | La figlia del capitano                                                                   | Aleksandr Puškin                      |
| 285     | Visioni                                                                                  | William Blake                         |
| 286     | Novelliere campagnuolo                                                                   | Ippolito Nievo                        |
| 287     | Il carteggio Aspern                                                                      | Henry James                           |
| 288     | Jacques il fatalista                                                                     | Denis Diderot                         |
| 289     | Maria Stuart                                                                             | Friedrich Schiller                    |
| 290     | Pietre colorate                                                                          | Adalbert Stifter                      |
| 291     | Il corvo e altre poesie                                                                  | Edgar Allan Poe                       |
| 292     | La ballata del vecchio marinaio e altre poesie                                           | Samuel Taylor Coleridge               |
| 293     | Confessioni                                                                              | Sant'Agostino                         |
| 294     | Romanze senza parole                                                                     | Paul Verlaine                         |
| 295     | Racconti gotici                                                                          | a cura di Laura Caretti               |
| 296     | Poesie                                                                                   | William Butler Yeats                  |
| 297     | Foglie d'erba: scelta                                                                    | Walt Whitman                          |
| 298     | Libro della mia vita                                                                     | Teresa d'Avila                        |
| 299     | Senso e altri racconti                                                                   | Camillo Boito                         |
| 300     | Morgante                                                                                 | Luigi Pulci                           |

|  | I 100 successivi: Classici (Oscar Mondadori) dal 301 al 400 |